# Ulrich Welzer
Ulrich Welzer OSB (auch Ulrich von Welz, * um 1300; † 20. April 1359 in Admont) war ein salzburgischer römisch-katholischer Geistlicher und von 1338 bis 1359 Abt der Benediktinerabtei St. Blasius zu Admont.

## Leben und Wirken
Nach dem Tod Eckards von Lauterbeck 1338 wurde der bisherige Stiftspriester zu seinem Nachfolger als Abt gewählt. 1344 stiftete Ulrich einen dem Heiligen Wolfgang gewidmeten und vom Salzburger Erzbischof Ortolf von Weißeneck geweihten, mit Marmorsäulen ausgestatteten Altar in der Stiftskirche Admont. Die Altarstiftung erfolgte mit Zustimmung von König Albrecht II., der zugleich auch die Privilegien des Stiftes bestätigte.
Während des Abbatiats Eckards erreichte 1349 die als Schwarzer Tod bekannte Pandemie das Gebiet Admonts.
Für das Ansehen des Admonter Stifts um die Mitte des 14. Jahrhunderts spricht, dass 1346 der Mönch Otto de Admunda als Abt an das Stift Sankt Peter in Salzburg berufen wurde, wo er „nach segensreicher Regierung am 5. Juni 1364“ verstarb.